# Carmen Rueda Galán
Carmen Rueda Galán (Jaén, 7 de diciembre de 1978) es una arqueóloga española e investigadora del Instituto Universitario de Investigación en Arqueología de la Universidad de Jaén.

## Formación
Licenciada en Humanidades por la Universidad de Jaén; doctora, con mención europea, en Humanidades por la Universidad de Jaén (2008). Premio extraordinario de doctorado.
Carmen Rueda ha sido Becaria de Colaboración del Departamento de Patrimonio Histórico de la Universidad de Jaén (1999), Becaria y contratada predoctoral del Ministerio de Ciencia e Innovación, Contratada Postdoctoral en la Escuela Española de Historia y Arqueología en Roma (CSIC) (2008-2011), y Contratada posdoctoral del Programa de Incorporación de Recursos Humanos -Programa Juan de la Cierva- adscrita al Instituto Universitario de Investigación en Arqueología Ibérica de la Universidad de Jaén (2011-2013). En la actualidad es Investigadora Contratada, gracias al Proyecto de Investigación "Baecula: SIG aplicados a la investigación y difusión de un escenario bélico en el Camino de Aníbal", del cual es investigadora Principal, en el programa Proyectos I+D Nacionales para Jóvenes Investigadores del Ministerio de Economía y Competitividad.
Ha realizado distintas estancias de investigación en Poitiers (Francia), Perugia, Matera y Roma (Italia). Ha participado en distintos proyectos de investigación de ámbito nacional e internacional, y es autora de varias monografías y más de 70 artículos científicos. Ha sido secretaria del Departamento de Patrimonio Histórico y secretaria del Instituto de Arqueología Ibérica de la Universidad de Jaén, así como miembro de la Comisión de Grado de Arqueología de la misma universidad. Ha organizado distintas reuniones y congresos científicos y ha sido responsable de varias exposiciones y acciones de transferencia del conocimiento y divulgación científica.[cita requerida]

## Trayectoria y líneas de investigación
Sus líneas de investigación se centran en varios aspectos vinculados al conocimiento de la Cultura Ibérica. Desde sus investigaciones iniciales, centradas en el estudio territorial de los santuarios ibéricos de la Alta Andalucía, y en particular de la confrontación de los modelos establecidos por los santuarios de Cástulo, como Castellar y Despeñaperros, ha desarrollado una notable labor de aproximación a las formas de expresión iconográficas insertas en la plástica de la toréutica de los santuarios antes citados. Sus propuestas han marcado un cambio en la dinámica historiográfica sobre el estudio de los exvotos ibéricos, fundamentados en aspectos positivistas y tipológicos acríticos, para insertarlos en los parámetros iconográficos de la cultura ibérica. La lectura de la ritualidad, los ritos de paso, y la propia complejidad de las estructuras litúrgicas y rituales de los santuarios de Atalayuelas (Fuerte del Rey, Jaén), Castellar y Despeñaperros, o, finalmente en la Piedra del Águila (Orcera), le permiten un profundo conocimiento de los modelos de ritualidad y cultuales de la Alta Andalucía.
El análisis de la iconografía ibérica (en escultura y toréutica) también le ha permitido aproximarse a otras realidades, como la estructuración de los ritos de paso y su lectura dentro de la arqueología de género. El conocimiento de estos aspectos, fundamentados en la semántica de la imagen ibérica, le han permitido aproximarse a la lectura de la particularidad de la inserción de la iconografía griega en contextos ibéricos.
Por otra parte, Carmen Rueda ha sido miembro activo de distintos proyectos de investigación. Entre ellos los desarrollados en torno a la Arqueología del Conflicto a través del análisis de los escenarios bélicos de la segunda guerra púnica en el Alto Guadalquivir, en particular de Baecula e Iliturgi, cuyo proyecto general de investigación dirige en la actualidad.

## Publicaciones
- RUEDA, C. (2011): Territorio, culto e iconografía en los santuarios iberos del Alto Guadalquivir (ss. IV a. e. c.-I e. c.). Textos CAAI 3, Jaén, Universidad de Jaén.
- RUEDA, C. (ed., 2012): Exvotos Ibéricos, Volumen II: El Instituto Gómez-Moreno. Fundación Rodríguez-Acosta (Granada), Jaén, Instituto de Estudios Giennenses.
- RUEDA, C. (2008): “Las imágenes de los santuarios de Cástulo: los exvotos ibéricos en bronce de Collado de los Jardines (Santa Elena) y Altos del Sotillo (Castellar)”. Paleohispanica, 8: 55-88.
- RUEDA, C. (2008): “Romanización de los cultos indígenas del Alto Guadalquivir”. En J. Uroz, J. M. Noguera y F. Coarelli (eds.): Iberia e Italia: modelos de integración territorial, 493-508.GONZÁLEZ REYERO, S. y RUEDA GALÁN, C. (2010): Imágenes de los iberos: Comunicar sin palabras en las sociedades de la antigua Iberia. Catarata. Madrid.
- RUEDA, C. (2015): “Los exvotos iberos de los santuarios de Jaén: ritos fosilizados en bronce”. En A. Ruiz y M. Molinos (eds.): Jaén, tierra ibera. 40 años de investigación y transferencia. Universidad de Jaén.
- BELLÓN, J.P.; RUIZ, A.; MOLINOS, M.; RUEDA, C. y GÓMEZ, F. (eds., 2016):  La Segunda Guerra Púnica en la península ibérica. BAecula, arqueología de una batalla. Textos CAAI 7. Universidad de Jaén.
- BELLÓN, J.P.; RUEDA, C.; LECHUGA, M.A.; RUIZ, A.; MOLINOS, M. (e.p., 2017): “Archaeological methodology applied to the analysis of battlefields and military camps of the Second Punic War: Baecula”. Quaternary International (2016, e.p.): 1-17. DOI: 10.1016/j.quaint.2016.01.021
- ESTEBAN, C.; RÍSQUEZ, C. y RUEDA, C. (2014): “Una hierofanía solar en el santuario ibérico de Castellar”. Archivo Español de Arqueología, 87: 91-107.
- BELLÓN, J.P.; RUEDA, C.; LECHUGA, M.A. y MORENO, M.I. (2016): “An archaeological analysis of a battlefield of the Second Punic War”. Journal of Roman Archaeology, 29: 72-104.
- GRAU, I. y RUEDA, C. (2014): “Memoria y tradición en la (re)creación de la identidad ibérica: reviviscencia de mitos y ritos en época tardía (siglos II–I a. C.)”. En T. Tortosa (ed.): Diálogo de identidades, bajo el prisma de las manifestaciones religiosas en el ámbito mediterráneo (siglos III a. C.–I d. C.). Anejos de Archivo Español de Arqueología, XXII: 101-121.